# Škoda Air
Škoda Air (později Air Plzeň) byla česká letecká společnost založená koncernem Škoda Plzeň. Její hlavní základnou bylo letiště Plzeň-Bory, později Líně. Létala ale také z Prahy, Brna a Ostravy.

## Historie

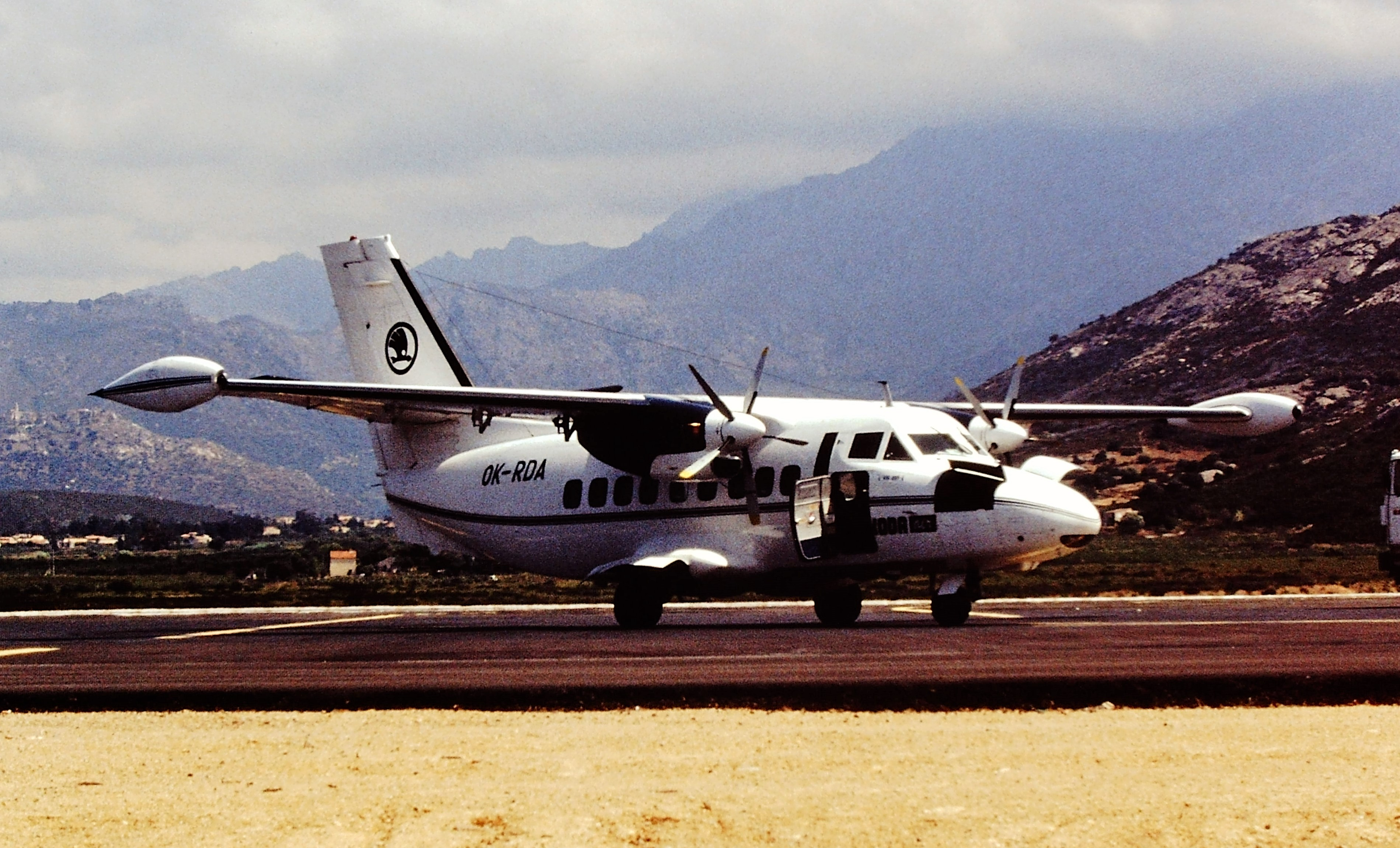
Let L-410 (OK-RDA) společnosti Škoda Air na letišti Calvi, to se nachází na francouzském ostrově Korsika

Firma byla založena v roce 1979. Prvním letadlem byla Let L-200 poznávací značky OK-OEA, převzatá od OKD, dále provozovala flotilu letounů Let L-410 koupených od ČSA. Provozovala lety pro zaměstnance a vedení firmy Škoda Plzeň, když létali po Česku či Evropě.
Po revoluci se přeměnila na komerční aerolinku, na zakázku provozovala lety po Evropě, své letouny také pronajímala. V roce 1990 flotila čítala čtyři L-410. V roce 1991 získala kontrakt na přepravu pracovníků Škoda Auto a Volkswagen mezi Prahou a Braunschweigem, poblíž totiž sídlí Volkswagen, který Škodu Auto zakoupil. Flotila se rozšířila o další tři letouny L-410. Kontrakt v roce 1992 vypršel a získala ho společnost Top Air, provozovala totiž přetlakované letouny, které koncern vyžadoval. Škoda Air tak odprodala část své flotily, která neměla využití. Škoda Air létala pro firmu DHL také nákladní linku Praha – Norimberk. V roce 1994 se společnost opět pokusila uspět v tendru Volkswagenu, ale nestalo se tak, i když si pronajala od společnosti Commuterinvest přetlakovaný Saab 340. Zakázku vyhrála společnost Air Ostrava. Saab 340 společnost pronajímala Českým aeroliniím na linku Praha – Vídeň.
Později si Air Škoda pronajala také proudový Jakovlev Jak-42 od ruské aerolinie Avialinii Centralnych Rajonov. Létala s nimi z letišť v Brně a Ostravy do Řecka a Tunisu. První let se konal 11. června 1994 na lince Brno – Soluň. Na letní sezónu 1995 měla společnost Jaky-42 pronajaté dva, oba létaly z Brna. Letadla byla na podzim 1996 vrácena majiteli.
Společnost se přejmenovala na Air Plzeň a zbankrotovala. Letouny L-410 byly prodány do Keni, L-200 soukromému majiteli.

## Flotila
Toto je nekompletní přehled flotily Škoda Air.
| Letadlo         | Imatrikulace | Zařazení | Vyřazení | Poznámky                                   |
| --------------- | ------------ | -------- | -------- | ------------------------------------------ |
| Let L-200       | OK-OEA       | 1979     |          | První letoun                               |
| Let L-200       | OK-OHJ       | 1979     |          |                                            |
| Let L-410       | OK-DDW       | 1881     |          | Původně u ČSA                              |
| Let L-410       | OK-DDY       | 1982     |          | Původně u ČSA                              |
| Let L-410       | OK-CDS       |          |          | Původně u armády                           |
| Let L-410UVP    | OK-UDA       | 1989     |          |                                            |
| Let L-410UVP    | OK-RDA       |          |          |                                            |
| Let L-410UVP    | OK-WDW       |          |          |                                            |
| Saab 340        | OK-SGY       | 1994     |          | Pronajatý od Commuterinvest                |
| Jakovlev Jak-42 | RA-42411     | 1994     | 1996     | Pronajatý od Avialinii Centralnych Rajonov |
| Jakovlev Jak-42 |              | 1995     | 1996     | Pronajatý od Avialinii Centralnych Rajonov |

## Destinace
Škoda Air podnikala především charterové lety. Po revoluci ale podnikala i lety komerční pravidelné, toto je jejich výpis.
- Praha –  Braunschweig (pro Volkswagen)
- Praha –  Norimberk (pro DHL)